# Lago Superior

O lago Superior é o maior dos cinco Grandes Lagos, e o maior lago de água doce do mundo em extensão territorial (e o terceiro em volume), detendo 10% da água doce superficial do mundo. Localiza-se entre o Canadá (província de Ontário) e os Estados Unidos (estados de Michigan, Minnesota e Wisconsin). 

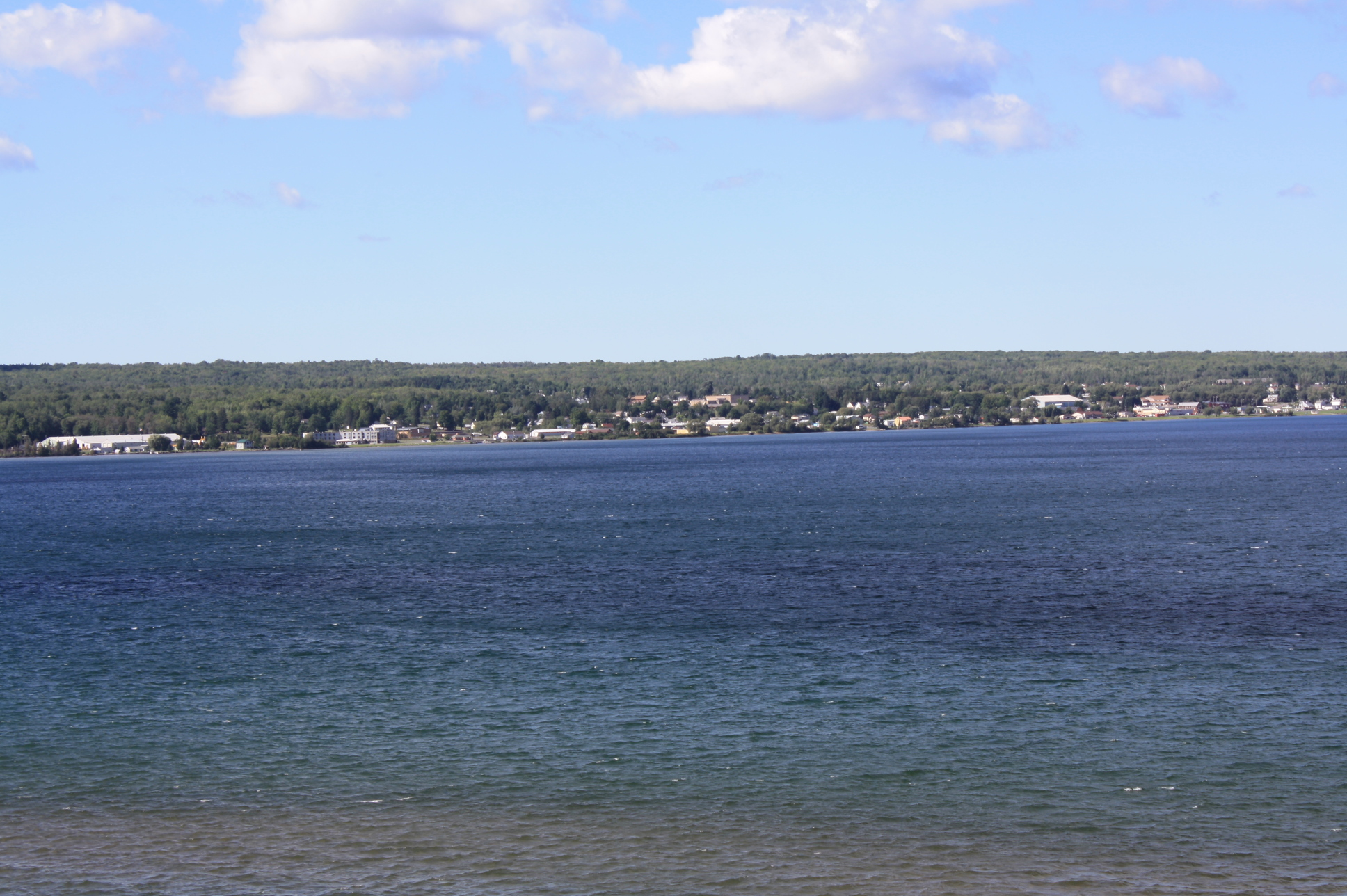
O lago superior.

Com uma área de 82 414 km², o lago Superior situa-se na área menos densamente habitada dos cinco Grandes Lagos. Cidades importantes no litoral do lago Superior são Sault Saint Marie e Thunder Bay, em Ontário, Sault Ste. Marie em Michigan, e Duluth, em Minnesota.